# Parksley
Parksley és una població dels Estats Units a l'estat de Virgínia. Segons el cens del 2000 tenia 837 habitants.

## Demografia
Segons el cens del 2000, Parksley tenia 837 habitants, 363 habitatges, i 226 famílies. La densitat de població era de 529,8 habitants per km².
Dels 363 habitatges en un 27,3% hi vivien nens de menys de 18 anys, en un 47,9% hi vivien parelles casades, en un 11,6% dones solteres, i en un 37,5% no eren unitats familiars. En el 32,8% dels habitatges hi vivien persones soles el 18,2% de les quals corresponia a persones de 65 anys o més que vivien soles. El nombre mitjà de persones vivint en cada habitatge era de 2,31 i el nombre mitjà de persones que vivien en cada família era de 2,87.
Per edats la població es repartia de la següent manera: un 23,3% tenia menys de 18 anys, un 5,9% entre 18 i 24, un 28,1% entre 25 i 44, un 21,3% de 45 a 60 i un 21,5% 65 anys o més.
L'edat mediana era de 41 anys. Per cada 100 dones de 18 o més anys hi havia 81,4 homes.
La renda mediana per habitatge era de 35.313 $ i la renda mediana per família de 45.227 $. Els homes tenien una renda mediana de 30.909 $ mentre que les dones 21.538 $. La renda per capita de la població era de 17.855 $. Entorn del 4,8% de les famílies i el 6,8% de la població estaven per davall del llindar de pobresa.

## Poblacions més properes
El següent diagrama mostra les poblacions més properes.